# Mandragora (demon)
Mandragora – w mitologii domowy demon, który pojawia się pod postacią niewielkiego człowieka bez brody.  Powszechnie uznaje się, że mandragory to niewielkie lalki, lub postacie przekazywane czarnoksiężnikom przez Diabła w celu konsultacji z nim w razie potrzeby, lub do rzucania zaklęć.